# Olympische Jugend-Sommerspiele 2010/Teilnehmer (Niger)
| Gelbes Symbol für Goldmedaillen mit stilisierten Olympischen Ringen | Graues Symbol für Silbermedaillen mit stilisierten Olympischen Ringen | Braundes Symbol für Bronzemedaillen mit stilisierten Olympischen Ringen |
| ------------------------------------------------------------------- | --------------------------------------------------------------------- | ----------------------------------------------------------------------- |
| —                                                                   | —                                                                     | —                                                                       |

Die Jugend-Olympiamannschaft aus Niger für die I. Olympischen Jugend-Sommerspiele vom 14. bis 26. August 2010 in Singapur bestand aus zwei Athleten.

## Athleten nach Sportarten

### Fechten
Jungen
- Djibrilla Issaka Kondo
Säbel Einzel: 13. Platz

### Schwimmen
Mädchen
- Maimouna Boubacar Badie
50 m Brust: disqualifiziert
100 m Brust: DNS